# Sjevernoburmanski jezici
Sjevernoburmanski jezici, malena skupina jezika kojima govore burmanski narodi na području Burme i Kine. U Kini se govore u provinciji Yunnan, to su achang, preko 27,000  (1990); pela, 400 (2000 D. Bradley); zaiwa, 80,000 (1999 Xu Xijian). Pripadnici ovih naroda žive i u susjednoj Burmi
Na području Burme to su hpon kojim govori nekoliko stotina ljudi a etnički ih ima 2,254 (2000 WCD); lashi u državi Kačin 30,000 (2000 D. Bradley) i 1,800 u Kini (1997). Najvažniji od svih sjevernoburmanskih jezika je maru, 100.000 (1997 D. Bradley), također u državi Kačin.

## Vanjske poveznice
- Ethnologue (14th)
- Ethnologue (15th)